# Jørgen Christian Hauberg
Jørgen Christian Hauberg (født 22. november 1814 i Store Heddinge, død 11. april 1899 på Frederiksberg) var en dansk apoteker og industridrivende.

## Virke som apoteker
Hans forældre var købmand, landmand, brændevinsbrænder og kirkeværge Peter Christian Hauberg (1789-1851) og Karen Sophie Wensel (døbt 24. juli 1789 i Store Heddinge – 20. november 1817 sst.). Fra nytår 1829 var Hauberg discipel på Ringsted Apotek til efteråret 1832. 1834 blev han farmaceutisk kandidat med haud illaudabilis og konditionerede, derefter på Gammel Torvs Apotek i København til foråret 1839.  
1839 købte Hauberg apoteket på Christianshavn for 48.000 Rigsdaler og overtog dets drift fra oktober samme år. 1. januar 1840 overtog Hauberg driften af apoteket på Veterinærskolen, som dengang lå på Christianshavn; han skulle drive det for egen regning i fem år under tilsyn af læreren i farmakologi. Ifølge den oprettede kontrakt blev apotekslokalet med tilhørende indretning samt medicinalhaven på Sundby Overdrev overladt Hauberg uden nogen godtgørelse til skolen, der sørgede for vedligeholdelsen. Alle lægemidler, skolen brugte til behandling af syge dyr, skulle den købe i apoteket til en takst, der altid blev beregnet således, at simplicia stedse skulde falbydes til de samme priser, til hvilken materialisterne i København solgte dem. For tilberedning og dispensering af lægemidler fulgtes den af skolen fastsatte takst, der udgjorde omtrent 1/3 af den almindelige apotekertakst.
I begyndelsen skulle apoteket holde åbent ikke alene om dagen, men om fornødent også om natten, og udsalget foregå ved en eksamineret farmaceut, der tillige måtte assistere vedkommende lærer ved elevernes undervisning i farmaci.
Da de 5 år var forløbet, fik Hauberg atter apoteket i forpagtning på 10 år i det væsentlige på de tidligere betingelser; dog blev arealet til medicinalhaven noget formindsket, og skolen forbeholdte sig ret til opsigelse med et års varsel i tilfælde af, at den selv ville overtage apoteket. 1840 tog Hauberg eksamen med Laudabilis efter at have købt Christianshavns Apotek.
Den 28. april 1841 blev Hauberg gift i Garnisons Kirke med Margrethe Sophie født Arboe (14. april 1818 på Christianshavn – 16. september 1910), datter af skibskaptajn Thomas Arboe og Elisabeth Dorthe Sonne.
24. juni 1841 fik Hauberg kongelig bevilling som apoteker på Christianshavn Apotek. Med forlængelsen af forpagtningen indledte Hauberg i 1845 en ombygning af ejendommens forhus, og udfoldede en stor virksomhed som apoteker. Apoteket på Christianshavn har alle dage haft betydning for skibes forsyning med lægemidler; i de første udgaver af Emil Hornemanns lægebog for søfarende, henvises ligefrem til apotekets levering og komplettering af skibskister, og var almindeligt kendt for sin godhed. Ved skolens eksaminer fungerede Hauberg som censor. I længere tid var han desuden revisor i det farmaceutiske understøttelsesselskab.
På sin ejendom Mineslyst i Ordrup dyrkede Hauberg forskellige medicinske urter, og fik 1862 indrettet et damplaboratorium i apoteket, hvorved der blev opnået mange muligheder for en ny udvikling af produkterne på apoteket. 1. oktober 1870 solgte han Christianshavns Apotek for 112.000 Rigsdaler til Victor Christian Emil Ludolf Horn, der fik kgl. privilegium den 22. oktober samme år.

## Industridrivende
Hans store praktiske dygtighed og indsigt i forbindelse med hans trang til yderligere virksomhed, førte ham ind på nye områder. Sammen med brygger cand.pharm. August Vogelius anlagde han et bryggeri i Rahbeks Allé på Frederiksberg, der senere blev solgt til et interessentskab.
1871 købte han, i forening med mekanikus J.H. Hellerung, Gamst og Lunds Eftf.s store Maskinfabrik ved Vestervold for 100.000 Rigsdaler. Overtagelsen skete den 1. januar 1872. Syv år efter udtrådte han af denne virksomhed og overdrog sin part af forretningen til sønnen Sophus Christopher Hauberg. Denne virksomhed blev senere til Titan A/S.

## Tillidshverv
Der blev sat pris på hans praktiske sans og dygtighed i humanitetens tjeneste, og velgørende institutioner nød godt af hans hjælpsomhed, hvilken afstedkom en lang række tillidsposter. Han var således revisor i Det pharmaceutiske Understøttelsesselskab, medlem af Den private Laanebanks bankråd, bestyrelsesmedlem i De forenede Bryggerier, havde sæde i Det Københavnske Asylselskabs Repræsentantskab, var forstander for Christianshavns Asyl, kirkeværge for Vor Frelsers Kirke, medlem af direktionen for Døtreskolen på Christianshavn, bestyrelsesmedlem for De forenede Kirkeskoler, medstifter af Christianshavns Bespisningsforening og Foreningen for billige Arbejderboligers Opførelse.
Den 12. marts 1860 blev Hauberg udnævnt til assessor pharmaciæ i Sundhedskollegiet og havde sæde der til 23. december 1870. Den 28. juli 1869 blev han Ridder af Dannebrog. Den 3. maj 1891 blev han udnævnt til etatsråd.
Den 28. april 1866 indstiftede han og hustruen Assessor Haubergs Sølvbryllupslegat med 1.000 Rigsdaler. Til Christianshavns bespisning og 25-årsdagen efter oprettede det alderstegne ægtepar 29. april 1891 Assessor pharmaciæ Jørgen Christian Haubergs og Hustrus Guldbryllupslegat på 20.000 kroner, hvis renter uddeles til trængende borger, deres enker eller faderløse døtre i Store Heddinge.
1899 den 11. april endtes hans virksomme liv, og Jørgen Christian Hauberg døde 84 år gammel i sit hjem. Han blev begravet på Vestre Kirkegård den 18. april fra Vor Frue Kirke.

## Børn
1. Pouline Louise Hauberg (20. januar 1842 i København – 19. juli 1917 i København), gift den 24. november 1866 med Niels Henrik Cordulis Hoffmeyer (3. juni 1836 i København – 16. februar 1884 i København)
2. Thomas William Hauberg (3. august 1843 i København – 24. december samme år)
3. Peter Christian Hauberg (24. september 1844 i København – 10. november 1928 på Frederiksberg)
4. Et drengebarn (7. september 1846 i København – 1. november samme år)
5. Elisabeth Dorthea Hauberg (2. januar 1848 i København – 30. samme måned)
6. Sophus Christopher Hauberg (28. december 1848 i København – 7. marts 1920 i København)
7. Thomas Arboe Hauberg (tvilling) (1. maj 1851 i København – februar 1920 i København)
8. Otto Ernst Hauberg (tvilling) (1. maj 1851 i København – august 1923 i København)
9. Jørgen Christian Hauberg (6. april 1855. Død 6. juni 1907 i København)
10. Herman Emmanuel Hauberg (3. oktober 1858. Død 7. september 1871 i København)
11. Georg Niels Hauberg (9. maj 1862 i København – 18. januar 1932 på Montebello i Spanien)